# Kurfürstendamm (film)
Kurfürstendamm er en tysk stumfilm fra 1920 af Richard Oswald.

## Medvirkende
- Conrad Veidt
- Asta Nielsen som Lissy / Mulattin / Filmstar / Koechin Maria
- Erna Morena som Frau von Alady
- Henry Sze som Dr. Li
- Rosa Valetti som Frau Lesser
- Paul Morgan
- Rudolf Forster som Ernst Duffer
- Theodor Loos som Raoul Hasenzwing